# Krystyna Czubówna
Krystyna Grażyna Czubówna (Czub) (ur. 2 sierpnia 1954 w Nowym Sączu) – polska lektorka, dziennikarka i prezenterka programów informacyjnych.

## Życiorys
Z wykształcenia jest prawnikiem. Pracę dziennikarki rozpoczynała w radiu, gdzie pierwszą audycję przeczytała w sierpniu 1974. Na początku lat 80. urodziła córkę i przez kilka lat przebywała na urlopie wychowawczym. Wróciła do pracy lektora w 1985 w cyklu filmów dokumentalnych „Zwierzęta świata”.
W 1991 została prowadzącą magazyn informacyjny Panorama w TVP2. Otrzymała czterokrotnie nagrodę Telekamer w kategorii „Informacje” (1998, 1999, 2000 i 2001). Jest również lektorem wielu filmów dokumentalnych, głównie przyrodniczych. Jedynie dwukrotnie czytała filmy fabularne, w tym – na żywo w czasie festiwalowego pokazu – dialogi do filmu The Room, uważanego za najgorszy film w historii. Swoim obniżonym, spokojnym i zdecydowanym głosem zyskała uznanie i sympatię telewidzów. Jako lektor czyta przede wszystkim dla Baby TV, TVP, TVN Style i Planète+.
Jej odejście z TVP i podjęcie współpracy z Telekomunikacją Polską wywołało wiele kontrowersji. W wyniku niedopatrzenia ze strony radców prawnych operatora, jak również prawników agencji reklamowej zatrudnionej do produkcji reklam, niemożliwe było wyemitowanie reklam tuż po jej odejściu z TVP. Reklamodawca zapomniał o ograniczeniach narzuconych przez KRRiT, którym podlegają nadawcy emitujący reklamy z udziałem prezenterów programów informacyjno-publicystycznych. W związku z tym Czubówna została pracownikiem działu public relations, a wykorzystanie jej wizerunku w reklamówkach TP SA było możliwe od 3 września 2002, czyli po ujętych w przepisach KRRiT 3 miesiącach. Współpracowała z TP SA do końca czerwca 2006.
Współpracuje z Polskim Radiem, m.in. przy realizacji słuchowisk, audycji muzycznych i czytaniu książek. W Programie 3 Polskiego Radia jest lektorką audycji muzycznej Pod dachami Paryża autorstwa Barbary Podmiotko. Jej głos usłyszeć można także jako przerywnik pomiędzy informacjami w sygnale muzycznym Faktów RMF FM, w wakacyjnym radiowym serialu przyrodniczym Co w trawie piszczy (RMF FM) i na kanale Animal Planet. Udzieliła głosu epizodycznej postaci kuratorki wystawy w jednym z zadań w dodatku do gry pt. Wiedźmin 3: Dziki Gon – Krew i Wino (2016) i podłożyła głos w filmie animowanym Gdzie jest Dory? (2016).
Postanowieniem prezydenta RP Aleksandra Kwaśniewskiego z 2 listopada 1999 otrzymała Krzyż Kawalerski Orderu Odrodzenia Polski. 
Brała udział w programach rozrywkowych: Show!Time (2006), Tylko nas dwoje (2010) i Agent – Gwiazdy (2019). Jej głos można było usłyszeć w filmie przyrodniczym, którego kilkusekundowy fragment wykorzystano w filmie Marka Koterskiego Dzień świra (2002).
Jej głos można usłyszeć w zapowiedzi utworu „Cain & Abel” na albumie Józefa Skrzeka i Jarosława Pijarowskiego pt. Terrarium: Organ Works (2013).

## Życie prywatne
Jej córką jest Agnieszka Barjasz, również lektorka.